# Валлентуна (комуна)
Комуна Валлентуна (швед. Vallentuna kommun) — адміністративно-територіальна одиниця місцевого самоврядування, що розташована в лені Стокгольм у центральній Швеції.
Валлентуна 222-а за величиною території комуна Швеції. Адміністративний центр комуни — місто Валлентуна.

## Населення
Населення становить 31 215 чоловік (станом на січень 2013 року). 
| Кількість населення комуни Валлентуна за 1970-2010 роки | Кількість населення комуни Валлентуна за 1970-2010 роки | Кількість населення комуни Валлентуна за 1970-2010 роки | Кількість населення комуни Валлентуна за 1970-2010 роки | Кількість населення комуни Валлентуна за 1970-2010 роки |
| ------------------------------------------------------- | ------------------------------------------------------- | ------------------------------------------------------- | ------------------------------------------------------- | ------------------------------------------------------- |
| Рік                                                     |                                                         |                                                         | Населення                                               |                                                         |
| 1970                                                    | 1970                                                    |                                                         | 12 711                                                  | 12 711                                                  |
| 1975                                                    | 1975                                                    |                                                         | 14 886                                                  | 14 886                                                  |
| 1980                                                    | 1980                                                    |                                                         | 17 603                                                  | 17 603                                                  |
| 1985                                                    | 1985                                                    |                                                         | 19 511                                                  | 19 511                                                  |
| 1990                                                    | 1990                                                    |                                                         | 22 186                                                  | 22 186                                                  |
| 1995                                                    | 1995                                                    |                                                         | 23 457                                                  | 23 457                                                  |
| 2000                                                    | 2000                                                    |                                                         | 25 228                                                  | 25 228                                                  |
| 2005                                                    | 2005                                                    |                                                         | 27 397                                                  | 27 397                                                  |
| 2010                                                    | 2010                                                    |                                                         | 30 114                                                  | 30 114                                                  |
| Джерело: SCB                                            |                                                         |                                                         |                                                         |                                                         |

## Населені пункти
Комуні підпорядковано 6 міських поселень (tätort) та низка сільських, більші з яких:
- Валлентуна (Vallentuna)
- Карбю (Karby)
- Броттбю (Brottby)
- Ліндгольмен (Lindholmen)
- Корста (Kårsta)
- Екскуґен (Ekskogen)
- Анґарн (Angarn)

## Галерея

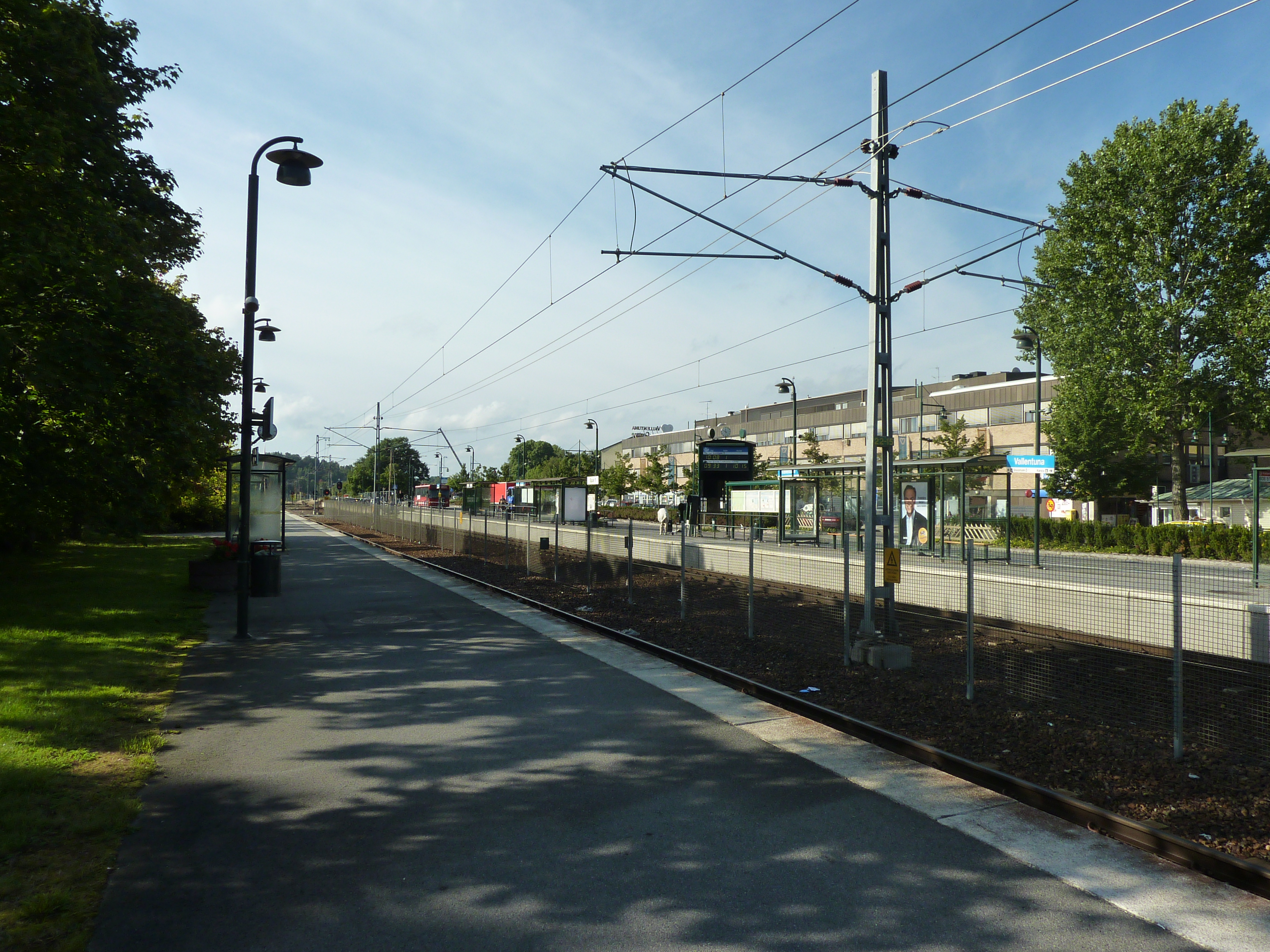
Залізнична станція Валлентуна
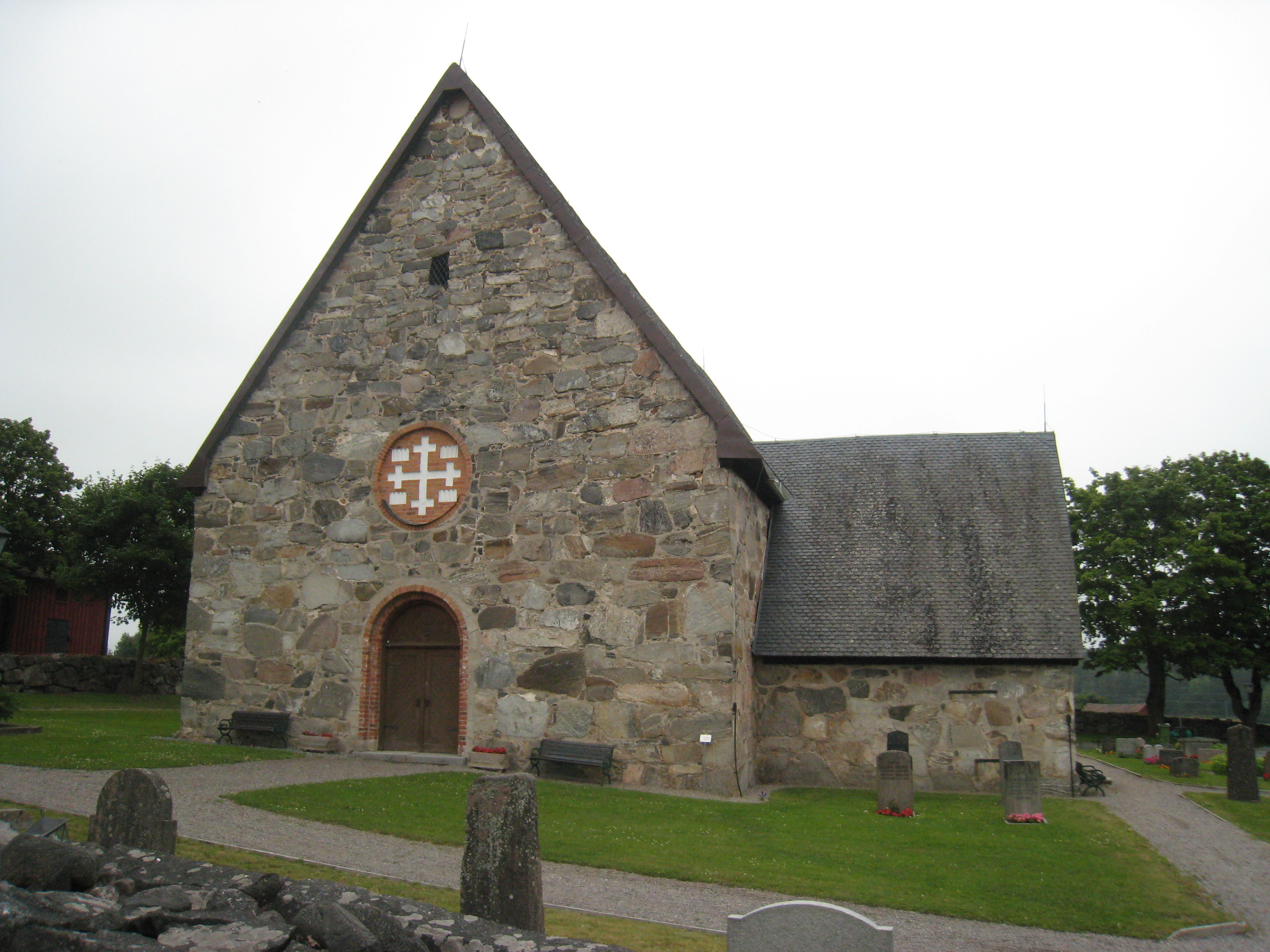
Церква (Корста)
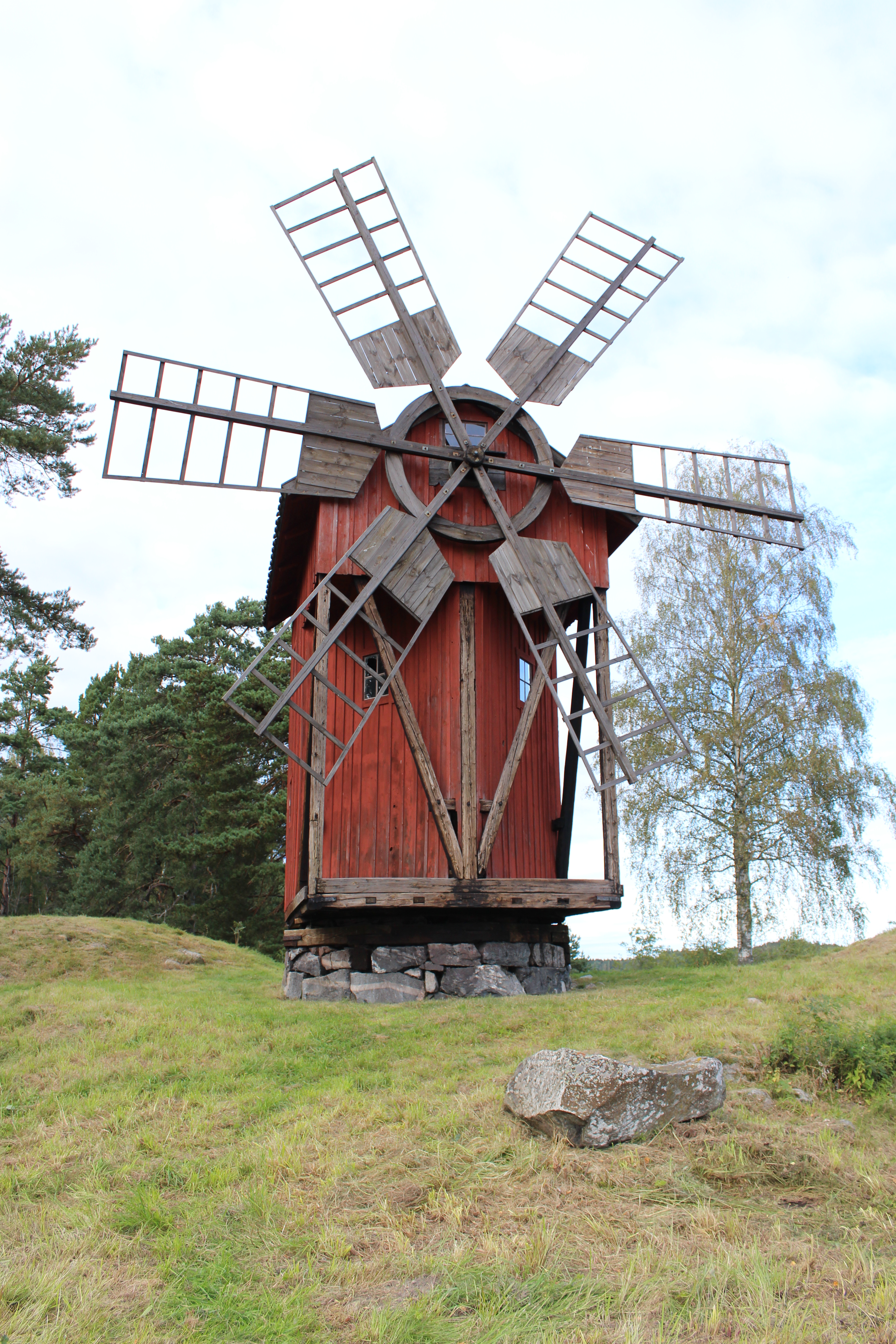
Вітряк у Броттбю
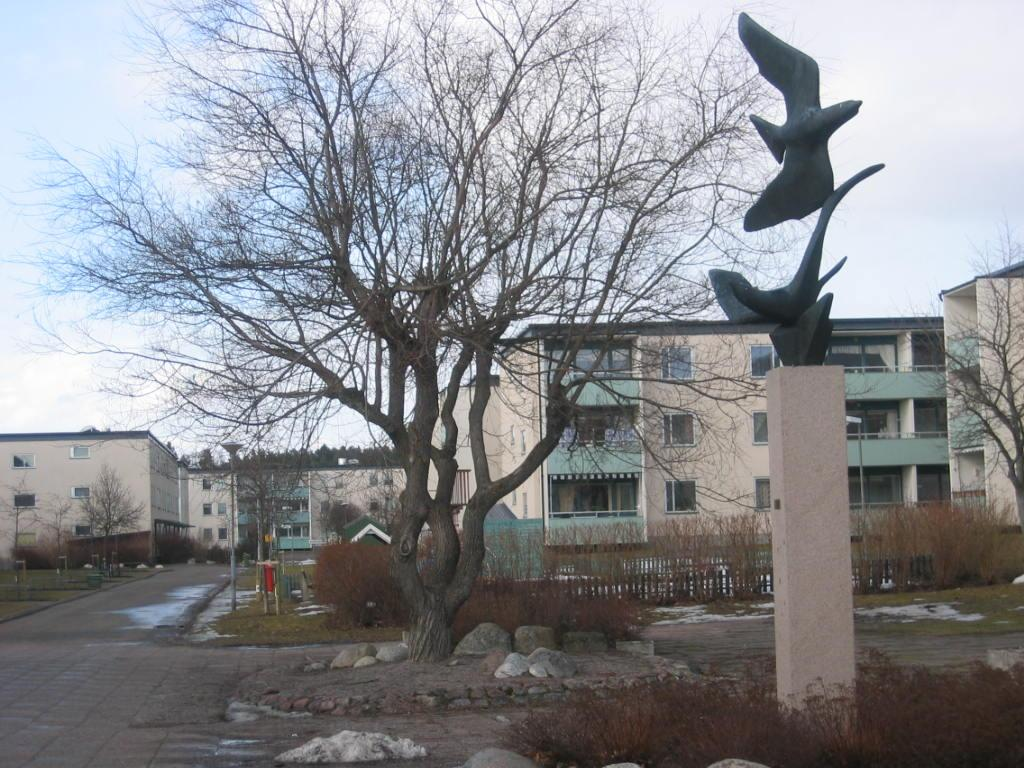
Валлентуна

## Виноски
1. ↑  Andersson P. Sveriges kommunindelning 1863-1993 — Mjölby: Draking, 1993. — 132 с. — ISBN 978-91-87784-05-7
2. ↑  http://www.vallentuna.se/sv/Kommun-och-politik/Kommunens-organisation/Kommunstyrelsen/
3. ↑  Folkmangd i riket, lan och kommuner (шв.) . Центральне бюро статистики Швеції. Архів оригіналу за 20 серпня 2013. Процитовано 27 лютого 2013.